# Irak - Vargarnas dal
Irak - Vargarnas dal - Valley Of The Wolves: Iraq eller Kurtlar vadisi - Irak - är en turkisk långfilm/thriller/action/drama/krigsfilm från 2006, regisserad av Serdar Akar, som skildrar amerikanska truppers övergrepp mot turkiska allierade i Irakkriget och den hämnd som turkarna utkräver.
Filmen är en fortsättning av den turkiska TV-serien Vargarnas dal (Kurtlar Vadisi) från 2003-2005, som handlar om den fiktiva turkiska underrättelsetjänsten Kamu Güvenliği Teşkilatı (KGT, "Organisationen för allmän säkerhet").

## Handling
Irak, 2003. En amerikansk trupp ledd av CIA-agenten Sam Marshall för bort en grupp allierade turkiska soldater från deras gemensamma högkvarter.
I jakt på terrorister skjuts samtidigt till synes oskyldiga muslimer ihjäl under ett närliggande bröllop, vilket leder till ett personligt krig mellan extremister, den turkiska specialagenten Polat och Sam Marshall.
Filmen skildrar ingående grymheter, övergrepp och brott som trupper i krigssituationer kan begå.

## Om filmen
Filmen är regisserad av Serdar Akar med assistans av Sadullah Senturk. Manusförfattare är Ömer Lütfi Mete, Bahadir Özdener, Raci Sasmaz och Soner Yalcin. Producent är Mehmet Canpolat och Gökhan Kirdar svarar för filmmusiken.
Filmens talspråk är mestadels turkiska, även om engelska och arabiska dialoger förekommer.

## Rollista (i urval)
- Necati Sasmaz – Polat Alemdar
- Billy Zane – Sam William Marshall
- Ghassan Massoud – Abdurrahman Halis Karuki (sheikh)
- Gürkan Uygun – Memati Bas
- Bergüzar Korel – Leyla
- Kenan Çoban – Abdülhey Çoban
- Erhan Ufak – Erhan Ufak
- Diego Serrano – Dante, Sams assistent
- Gary Busey – organstjälande läkare